# Ariadne auf Naxos (Strauss)
Ariane à Naxos
Pour les articles homonymes, voir Ariane à Naxos.
Airs
- « Sein wir wieder gut » (Le compositeur) — Prologue
- « Es gibt ein Reich » (Ariane) — Opéra
- « Großmächtige Prinzessin » (Zerbinetta) — Opéra

Ariadne auf Naxos,  op. 60 est un opéra allemand en un prologue et un acte de Richard Strauss sur un livret d'Hugo von Hofmannsthal, créé le 25 octobre 1912 dans la petite salle du Neues Königliches Hoftheater de Stuttgart, puis dans une nouvelle version le 4 octobre 1916 à Vienne (Hofoper).
Dans la première version, les deux premiers actes sont une adaptation de la comédie-ballet de Molière, Le Bourgeois gentilhomme (1670), le troisième est consacré à la représentation de l'opéra Ariane à Naxos. Dans la seconde version, la pièce de Molière est remplacée par un prologue entièrement chanté ; d'autres modifications touchent aussi la substance musicale de l'opéra, notamment dans l'air de Zerbinetta. À de rares exceptions près, c'est cette seconde version qui est aujourd'hui présentée sur les scènes lyriques.
Comme l'opéra précédent de Strauss et Hofmannsthal, Le Chevalier à la rose, c'est le XVIIIe siècle qui sert de cadre temporel ; dans Ariane à Naxos, Strauss choisit aussi de revenir à un orchestre de « dimension mozartienne », avec 38 musiciens dans la fosse.

## Argument

### Prologue
À Vienne, un riche bourgeois donne chez lui une réception somptueuse. Il a commandé à un jeune compositeur un opéra inédit, Ariane à Naxos. Quelques heures avant les festivités, le majordome annonce que la représentation sera suivie d'une comédie plus légère destinée à détendre les convives et jouée par une troupe d'acteurs façon commedia dell'arte. Les préparatifs se déroulent dans la confusion la plus totale. Les acteurs ne se satisfont pas du nouveau déroulement de la soirée, et le compositeur est complètement défait. Au dernier moment, le maître fait savoir par la voix du majordome que les deux spectacles seront donnés simultanément afin que les feux d'artifice puissent commencer à neuf heures. Zerbinette, l'actrice principale de la comédie, retrouve le compositeur abattu et discute avec lui de son opéra. Les deux se rapprochent quand vient l'heure de la représentation. Le compositeur s'enfuit pour ne pas assister au dévoiement de son travail. Un coup de sifflet, et le rideau se lève sur « l'opéra », qui va consacrer les amours d'Ariane et du jeune dieu Bacchus.

### Opéra
Ariane a été abandonnée par Thésée, dans une grotte sur l'île de Naxos. Elle passe le plus clair de son temps à dormir, désespère du sort que son amour lui a réservé et ne pense plus qu'à la mort. Les acteurs italiens issus de la comédie prévue en même temps se trouvent également sur l'île. Ils déplorent le sort d'Ariane et l'injustice qui lui est faite, tandis que celle-ci attend que la mort vienne la délivrer. Hofmannsthal ouvre la lamentation de son héroïne par ces vers : « C'est un Empire où tout est pur / Et les mortes le nomment Hadès. » Mais la sensualité exaltée dont Strauss pare l'appel lancé à Hermès (transformé en messager de la mort) interdit toute tentation suicidaire. Les Italiens tentent de la divertir, quand Zerbinette survient et entreprend de parler directement à Ariane. Elle lui vante son mode de vie, la liberté et les infidélités, son amour immodéré des hommes. Mais la princesse ne l'écoute pas. L'arrivée inopinée de Bacchus réveille Ariane, qui le prend pour Hermès et part avec lui, emportée par la passion de ce nouvel amour.

## Personnages et distribution
| Le Bourgeois gentilhomme - Monsieur Jourdain - rôle parlé - Der Musiklehrer (Le maître de musique) - rôle parlé - Der Komponist (Le compositeur) - rôle parlé - Der Tanzmeister (Le maître de ballet) - rôle parlé - Die Sängerin (La chanteuse) - Soprano - Die Schäferin (La bergère) - Soprano - Der Schäfer (Le berger) - Alto - Ein Schneider (Un tailleur) - rôle parlé - Madame Jourdain - rôle parlé - Nicole - rôle parlé - Dorante - rôle parlé - Dorimène - rôle parlé - Ein Lakei (Un laquais) - rôle parlé - Ein Tänzer (Un danseur) - rôle dansé Opéra,. - Ariadne (Ariane) - Soprano dramatique - Mizzi Jeritza - Zerbinetta - Soprano colorature - Margarethe Siems - Bacchus - Ténor dramatique - Herman Jadlowker - Harlekin (Arlequin) - Baryton - Albin Swoboda Jr. (en) - Scaramuccio (Scaramouche) - Ténor - Georg Meader - Truffaldin - Basse - Reinhold Fritz - Brighella - Ténor - Franz Schwerdt - Najade (Naïade) - Soprano - M. Junker-Burchardt - Dryade - Alto - Lilly Hoffmann-Onégin - Echo (Écho) - Soprano - Erna Ellmenreich (en) | Prologue - Primadonna - Soprano dramatique - Der Komponist (Le compositeur) - Mezzo-soprano - Der Tenor - Ténor dramatique - Ein Musiklehrer (Un maître de musique) - Baryton - Der Haushofmeister (Le majordome) - rôle parlé - Ein Offizier (Un officier) - Ténor - Ein Tanzmeister (Un maître de ballet) - Ténor - Ein Perückenmacher (Un perruquier) - Baryton - Ein Lakei (Un laquais) - Basse - Zerbinetta - Soprano colorature - Harlekin (Arlequin) - Baryton - Scaramuccio (Scaramouche) - Ténor - Truffaldin - Basse - Brighella - Ténor aigu Opéra - Ariadne (Ariane) - Soprano dramatique - Mizzi Jeritza - Bacchus - Ténor dramatique - Zerbinetta - Soprano colorature - Harlekin (Arlequin) - Baryton - Scaramuccio (Scaramouche) - Ténor - Truffaldin - Basse - Brighella - Ténor aigu - Najade (Naïade) - Soprano - Dryade - Alto - Echo (Écho) - Soprano |

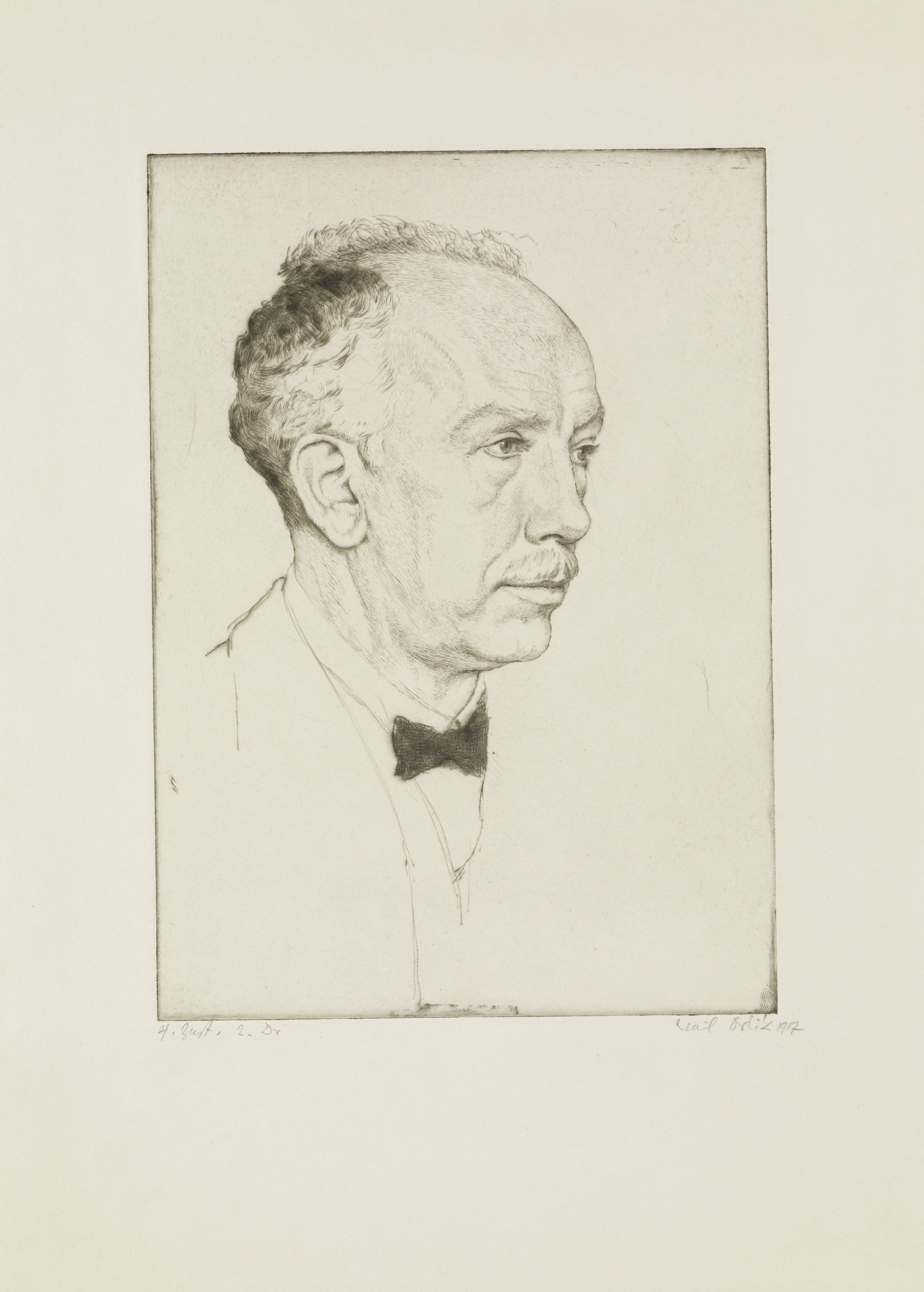
Richard Strauss in 1916 by Emil Orlík

## Discographie et vidéographie sélective

### 1reversion
- Margaret Price, Sumi Jo, Gösta Winbergh, Orchestre de l'Opéra de Lyon, Kent Nagano (dir.) - Virgin Classics, 1997 - 1er enregistrement mondial.

### 2eversion
- Viorica Ursuleac, Ilonka Holndonner, Helge Rosvaenge, Erich Kunz, Erna Berger, Berlin Reichssenders Chorus and Orchestra, Clemens Krauss (dir.) - Opéra d'Oro, 1935 (version sans prologue).
- Maria Reining, Alda Noni, Max Lorenz, Erich Kunz, Irmgard Seefried, Paul Schöffler, Orchestre de l'Opéra de Vienne, Karl Böhm (dir.) - enregistré sur le vif à l'Opéra de Vienne, 11 juin 1944 (1er enregistrement intégral), Myto.
- Elisabeth Schwarzkopf, Rita Streich, Irmgard Seefried, Rudolf Schock, Hermann Prey, Hugues Cuénod, Philharmonia Orchestra, Herbert von Karajan (dir.) - EMI, 1954.
- Lisa Della Casa, Hilde Güden, Irmgard Seefried, Rudolf Schock, Orchestre philharmonique de Vienne, Karl Böhm (dir.) - enregistré sur le vif au Festival de Salzbourg, août 1954, Deutsche Grammophon.
- Gundula Janowitz, Sylvia Geszty, Teresa Żylis-Gara, James King, Theo Adam, Orchestre de la Staatskapelle de Dresde, Rudolf Kempe (dir.) - EMI, 1969.
- Hildegard Hillebrecht, Tatiana Troyanos, Arleen Augér, Reri Grist, Dietrich Fischer-Dieskau, Heinz Friedrich, Herbert Lackner, Friedrich Lenz, Franz Stoss, Jess Thomas, Gerhard Unger, Barry McDaniel, John van Kesteren, Orchestre symphonique de la Radiodiffusion bavaroise, Karl Böhm (dir.) - Deutsche Grammophon, 1970.
- Gundula Janowitz, Edita Gruberova, James King, Agnes Baltsa, Walter Berry, Orchestre de l'Opéra de Vienne, Karl Böhm (dir.) - enregistré sur le vif à l'Opéra de Vienne, 20 novembre 1976, Orfeo.
- Gundula Janowitz, Edita Gruberova,  René Kollo, Trudeliese Schmitt, Orchestre philharmonique de Vienne, Karl Böhm (dir.) - Film Deutsche Grammophon, 1978.
- Leontyne Price, Edita Gruberova, Tatiana Troyanos, René Kollo, Orchestre philharmonique de Londres, Georg Solti (dir.) - Decca, 1979.
- Jessye Norman, Tatiana Troyanos, Kathleen Battle, James King, Dawn Upshaw, Barbara Bonney, Orchestre du Metropolitan Opera de New York, James Levine (dir.) - Deutsche Grammophon, DVD, 1988.
- Jessye Norman, Julia Varady, Edita Gruberova, Paul Frey, Dietrich Fischer-Dieskau, Orchestre du Gewandhaus de Leipzig, Kurt Masur (dir.) - Philips Classics, 1988.
- Deborah Voigt, Anne Sofie von Otter, Natalie Dessay, Ben Heppner, Albert Dohmen, Staatskapelle de Dresde, Giuseppe Sinopoli (dir.) - Deutsche Grammophon, 2000.
- Emily Magee, Elena Mosuc, Jonas Kaufmann, Wiener Philharmonic, Direction Daniel Harding, Festival de Salzbourg 2012 - Naxos DVD.

## Autour de l'opéra

### Feu d'artifice
Au début, le majordome annonce au maître de musique : « Zuvörderst diese, danach das für Punkt neun Uhr anbefohlene Feuerwerk, und zwischen beiden die eingeschobene Opera buffa (Tout d'abord ça, puis le feu d'artifice à neuf heures précises et entre les deux, l'opéra buffa.) » 
Il semble que, selon ce texte, le festival de Glyndebourne ait fait pour la première fois le feu d'artifice à 21h exactement, juste après sa représentation. Depuis cela, parfois le feu suit Ariadne auf Naxos. Ainsi, à la fin de l'exécution tenue en 2020, le feu d'artifice était présenté en projection, au théâtre Colón à Buenos Aires .